# Psychotria pariensis
Psychotria pariensis är en måreväxtart som beskrevs av Julian Alfred Steyermark. Psychotria pariensis ingår i släktet Psychotria och familjen måreväxter. Inga underarter finns listade i Catalogue of Life.